# Macropodinae
Macropodinae — підродина сумчастих у родині кенгурових. Підродина включає 12 родів і понад 60 видів. Вона включає всіх живих представників кенгурових, за винятком Lagostrophus fasciatus, єдиного вцілілого представника підродини Lagostrophinae.
Macropodinae включає такі живі роди:
1. Dendrolagus (14 видів)
2. Dorcopsis (4 види)
3. Dorcopsulus (2 види)
4. Lagorchestes (4 види, з них 2 нещодавно вимерлі)
5. Macropus (2 види)
6. Notamacropus (8 видів, з них 1 нещодавно вимер)
7. Onychogalea (3 види, з них 1 нещодавно вимер)
8. Osphranter (4 види)
9. Petrogale (17 видів)
10. Setonix (1 вид)
11. Thylogale (6 видів)
12. Wallabia (1 вид)